# Dichodontus pulchellus
Dichodontus pulchellus är en skalbaggsart som beskrevs av Heinrich Bernward Prell 1912. Dichodontus pulchellus ingår i släktet Dichodontus och familjen Dynastidae. Inga underarter finns listade i Catalogue of Life.